# Ptilorrhoa
Ptilorrhoa – rodzaj ptaków z rodziny pieszaków (Cinclosomatidae).

## Zasięg występowania
Rodzaj obejmuje gatunki występujące endemicznie na Nowej Gwinei i kilku sąsiednich wyspach.

## Morfologia
Długość ciała 20–24 cm; masa ciała 49–74 g.

## Systematyka
Rodzaj zdefiniował w 1940 roku amerykański ornitolog James Lee Peters na łamach „The Auk”. Jako gatunek typowy Peters wyznaczył ściółkarza modrego (P. caerulescens).

### Etymologia
- Ptilorrhoa: gr. πτιλον ptilon „pióro”; ορρος orrhos „zad, kuper”[6].
- Mollitor: łac. molitor „młynarz, budowniczy”, od moliri „trudzić”, od moles, molis „trud”[7]. Typ nomenklatoryczny: Munia leucosticta Salvadori, 1876.

### Podział systematyczny
Do rodzaju należą następujące gatunki:
- Ptilorrhoa leucosticta (P.L. Sclater, 1874) – ściółkarz plamoskrzydły
- Ptilorrhoa castanonota (Salvadori, 1876) – ściółkarz strojny
- Ptilorrhoa caerulescens (Temminck, 1836) – ściółkarz modry
- Ptilorrhoa geislerorum (A.B. Meyer, 1892) – ściółkarz brązowogłowy